# Pénisz- és herekínzás

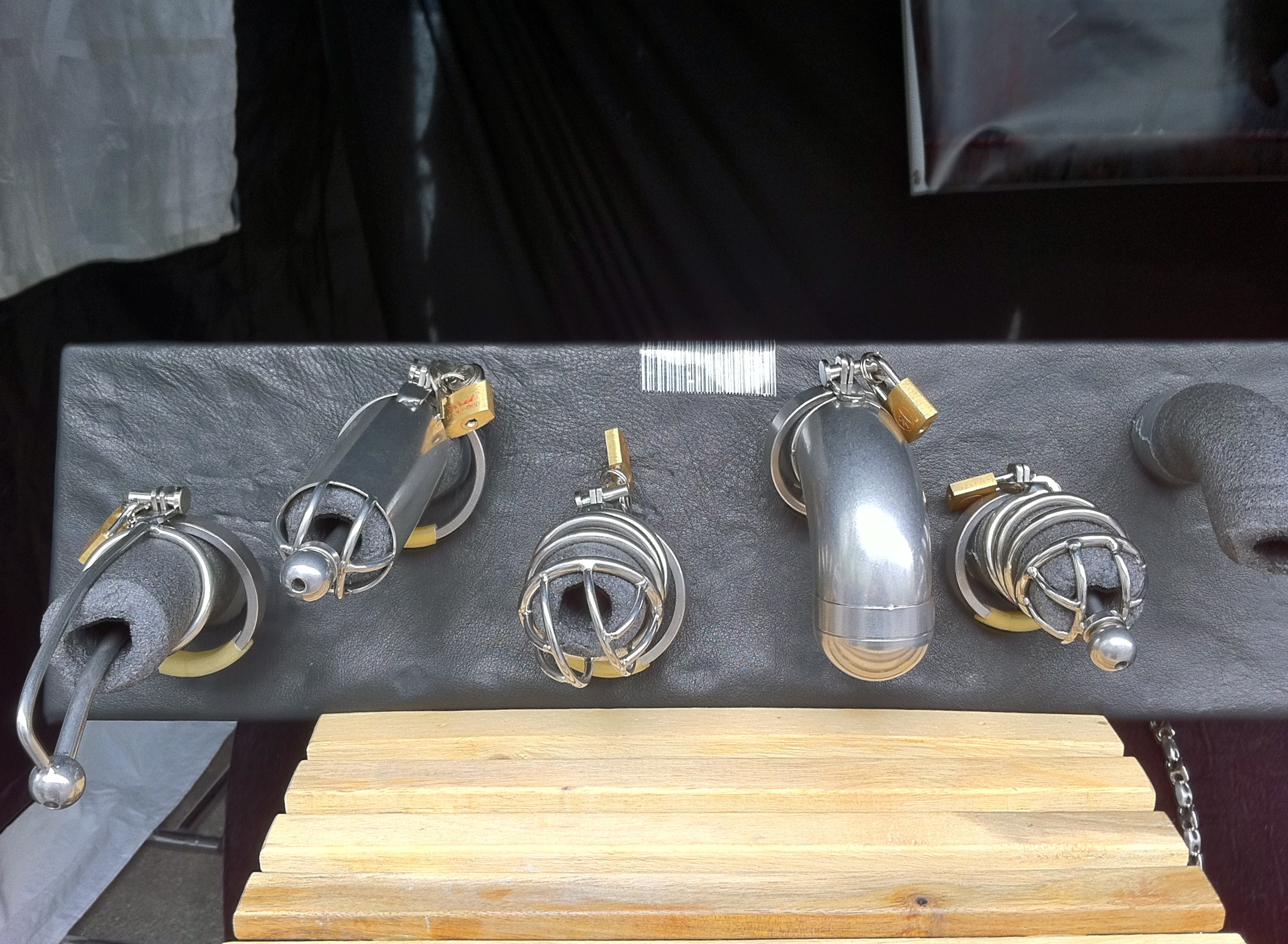
Erényövek a 2011-es Dore Alley Fairről

A pénisz- és herekínzás (angolul cock and ball torture, röviden CBT), vagy péniszkínzás olyan szexuális tevékenység, melynek során fájdalmat és/vagy szorítást okoznak a pénisznek és/vagy a heréknek. A CBT olyan fájdalmas tevékenységeket foglal magába, mint például a péniszpiercing, játék viasszal, genitális verés, szorítás, herekínzás, péniszkorbácsolás, a húgycsővel való játszás, kínzás csiklandozással, erotikus elektrostimuláció, térdelés vagy rúgás, esetenként az orgazmus után tartó folyamatos ingerlés Az ilyen tevékenységek kedvezményezettje közvetlen mazochizmus révén érezhet fizikai élvezetet, erotikus megaláztatás révén érzelmi örömöt, vagy felizgathatja annak tudása, hogy a játék a szadista domináns félnek örvendetes. Ezen gyakorlatok közül sok jelentős egészségügyi kockázatot hordoz.

## Eszközök és használatuk
Sok más szexuális tevékenységhez hasonlóan a CBT is végezhető különböző szexuális játékszerekkel és eszközökkel, hogy a pénisz és a herék könnyebben hozzáférhetőek legyenek aktushoz vagy előjátékhoz.

### Herenyújtó

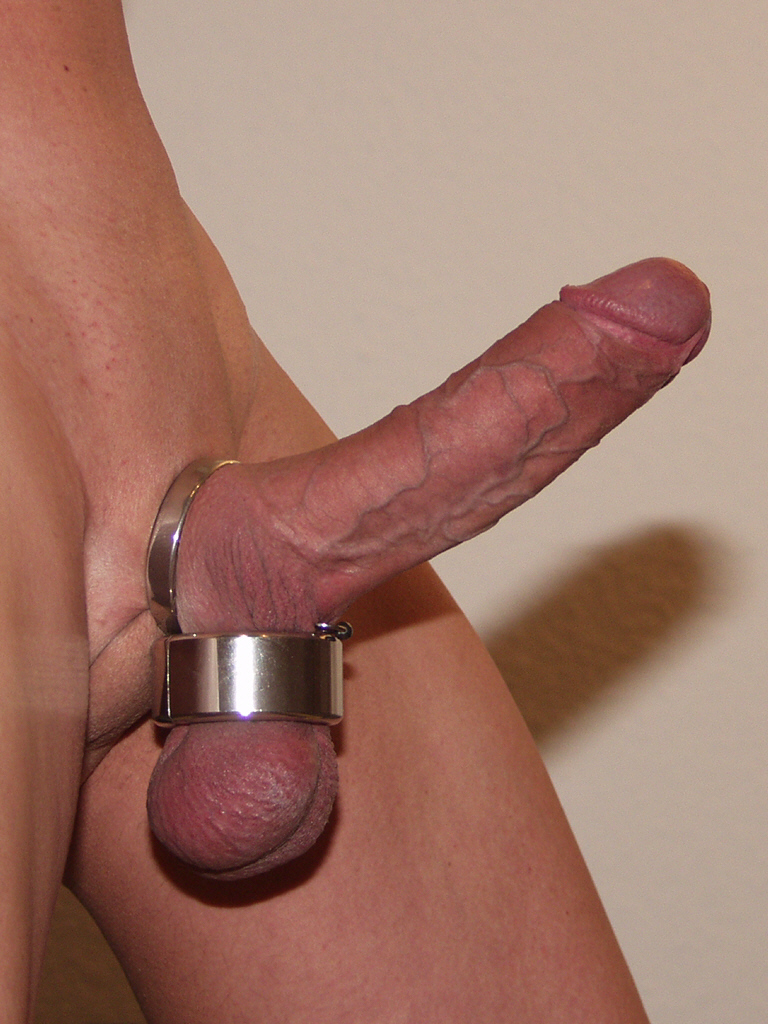
Fém herenyújtó és péniszgyűrű, amely kikényszeríti a pénisz erekcióját.

A herenyújtó egy szexuális játékszer, amelyet arra használnak, hogy meghosszabbítsák a herezacskót, és olyan súlyt helyeznek a herére, melytől azok elhúzódnak a testtől. Ez különösen a viselő számára élvezetes, mivel az eszköz megakadályozza, hogy a herék felfelé mozogjanak, s ez intenzívebbé teszi az orgazmust. Milvel az eszköz célja, hogy a herék sokkal alacsonyabban lógjanak, mint korábban, ez a szexuális játék potenciálisan káros lehet a férfi nemi szervekre, ha hosszabb ideig rendszeresen használják, mivel a vérkeringés könnyen megszakad, ha túlságosan szorosra húzzák. 
A bőrből készült nyújtók a leggyakoribbak, más modellek pedig acélgyűrűkből állnak, melyek csavarokkal rögzíthetők, és ezáltal a viselő heréinek csak enyhén kellemetlen érzést okoznak. Az eszköz kb. 2-10 cm közötti változatokban elérhető. Ezeknél veszélyesebb a házilag készített nyújtó kötél vagy zsinór használatával. 

### Hereaprító
A hereaprító egy fémből vagy gyakran átlátszó akrilből készült eszköz, mely egy anya vagy csavar elforgatásával, lassan nyomja meg a heréket. A szorítás mértéke természetesen a viselő fájdalomtűrő képességétől függ. A hereaprítót gyakran használják együtt kötözéssel, akár partner(ek)kel, akár egyedül. 

### Ejtőernyő
Az ún. ejtőernyő egy általában bőrből készült kicsi öv, amely a herezacskó körül rögzül, és amelyre súlyok függeszthetőek fel. Az eszköz kúpos alakú és három vagy négy rövid lánc lóg róla, amelyhez a súlyok rögzíthetők. 
Az ejtőernyőt BDSM kapcsolatokban használják a pénisz és a here kínzásának részeként, mivel húzó és szorító hatást fejt ki a herékre. A láncokra általában 3 és 5 kg közti súlyokat függesztenek, különösen kötözés során, bár néha ennék sokkal nehezebb súlyokat is használnak. Kisebb súlyok is használhatók abban az esetben, ha a viselő szabadon mozoghat; ilyenkor a súly lengő hatása korlátozhatja a hirtelen mozdulatokat és vizuális ingert adhat a domináns partner számára.

### Heretágító (humbler)

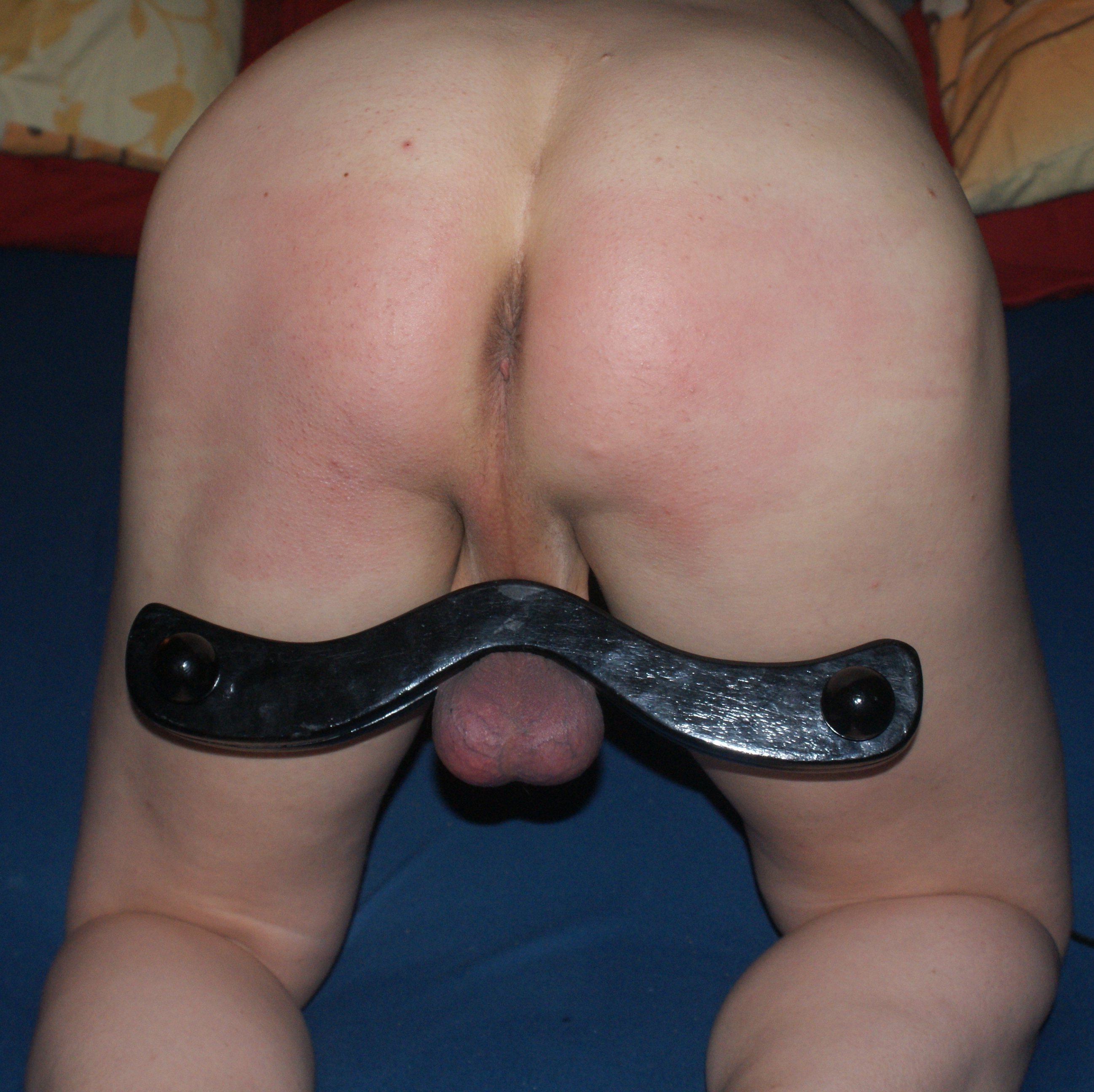
Férfi heretágítóval

A heretágító (angolul humbler) egy BDSM eszköz, amelyet arra használnak, hogy korlátozza a szubmisszív férfi résztvevő mozgását. 
A tágító gyakorlatilag egy herebilincs, mely a herezacskó töve körül helyezkedik el, egy combok mögött, a fenék alatt áthaladó rúd közepén. Ez arra kényszeríti a viselőjét, hogy térdelő helyzetben tartsa a lábát, mivel a lábak egyenesítésének még kis mértékű kísérlete is erősen meghúzza a herezacskót, ez pedig kellemetlen érzést okoz, mely a közepes kényelmetlenségtől az extrém fájdalomig terjedő skálán terjed. 

### Herebilincs
A herebilincs egy gyűrű alakú eszköz a here és a test között, a herezacskó körül, amely bezárva nem engedi, hogy a here áthaladjon rajta. Ez általában két összekapcsolt karikából áll, az egyik a herezacskó, a másik a pénisz alapja körül. A herebilincs csak egy a sokféle eszköz közül, melyek fogvatartják a férfi nemi szerveket. A here körül rögzíthető, ezáltal bilincsként alkalmazható akár egy közönséges lakat is, melyet kulcs nélkül nem lehet eltávolítani. 
Egyes passzív férfiak élvezik a partnerük általi birtoklást, a domináns felek pedig a tulajdonlás érzetét. Az iyen kapcsolatokban a bilincs azt szimbolizálja, hogy nemi szervei a férfi/női partneréhez tartoznak. Ez gyakran megalázással párosul, mely további szexuális izgalmat okoz. A bilincs a viselője vagy partnere szexuális fétisének részét is képezheti.     
Ezek azonban a herebilincsek extrém felhasználásai. Általánosabban fogalmazva, az eszköz lehúzza a heréket és ott tartja azokat a stimuláció során, amelynek számos előnye van: 
- A pénisz hosszabbnak tűnik így. A herék lefelé és a pénisz tövétől való elhúzása a bőrt meghosszabbítja a pénisz és a szeméremcsont alja fölé, kitárva a további kb. 2.5 centiméteres tengelyt, amely általában rejtett marad.
- A szexuális izgalom javítása. Míg néhány embert izgathat a „birtoklás” érzése, a herék felfüggesztésének köszönhetően az érzés hasonló a lábak kinyújtásához és spiccben tartásához.
- Annak megakadályozása, hogy a herék olyan magasra emelkedjenek fel, hogy közvetlenül a pénisz tövének szomszédságában feküdjenek be a bőr alá. Ez a helyzet nagyon kényelmetlen lehet, különösen akkor, ha a herék összenyomódnak aktus közben.
- Az ejakuláció késleltetése vagy fokozása azáltal, hogy megakadályozza a herék normális emelkedését, így az orgazmus elérése sokkal nehezebb.

### Herehám
A herehám egy szexuális játék, amelyet úgy terveztek, hogy a pénisz és a herezacskó körül legyen hordható. Funkciója hasonló a péniszgyűrűhöz. Ezek az eszközök gyakran társulnak különböző BDSM tevékenységekhez. A The Gates of Hell egy CBT-hez használható férfi erényöv, amely több péniszgyűrűből áll. A Kali's Teeth egy fémgyűrű belső tüskékkel, mely bezáródik a pénisz körül, ezáltal használható az erekció megelőzésére vagy büntetésére.

### Herekínzás

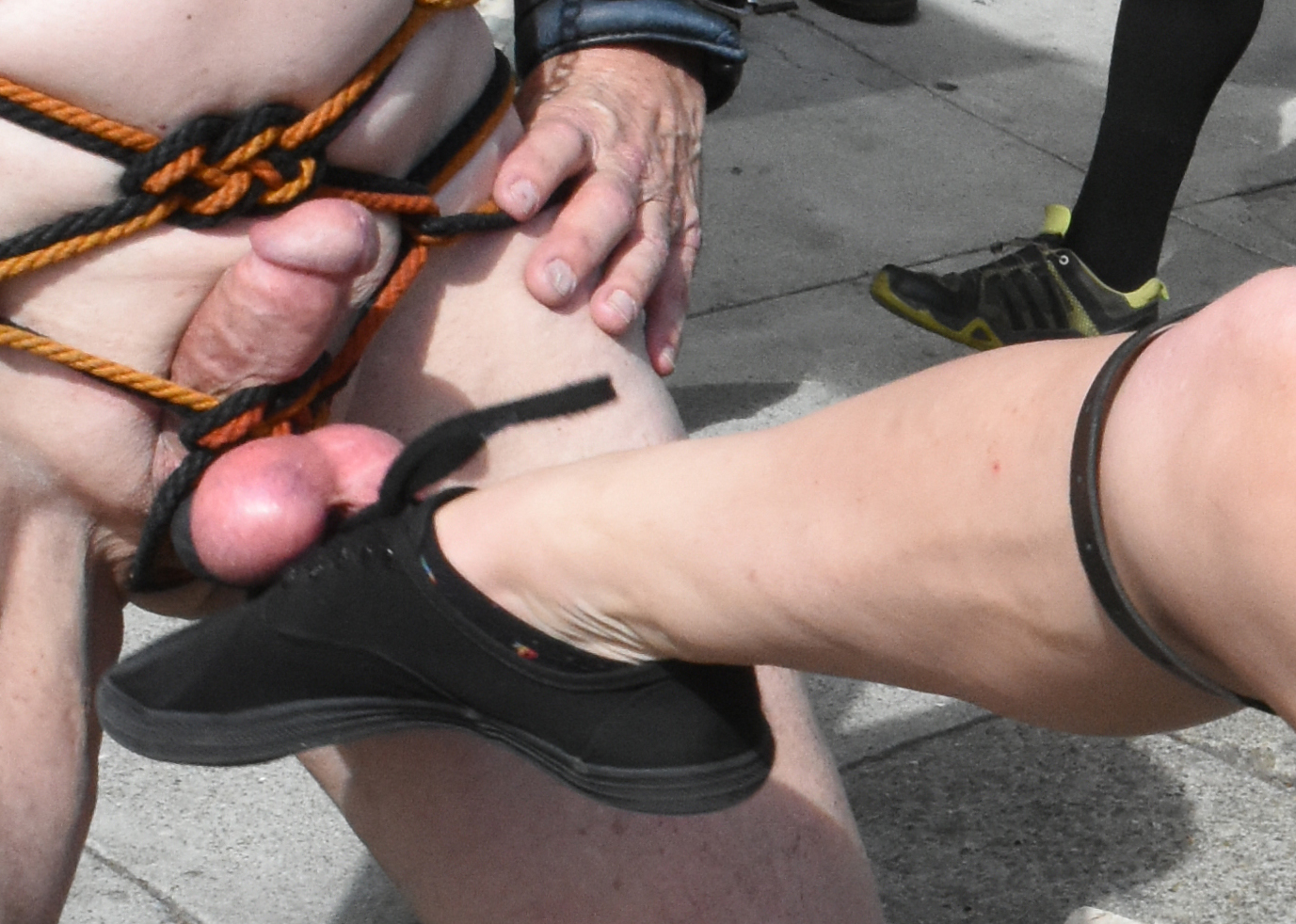
Herekínzás: Egy nő herén rúgja szubmisszív partnerét az USA-beli Folsom Street Fairen

A herekínzás a herék rúgásából vagy térdeléséből álló szexuális gyakorlat. Számos orvosi kockázatot hordoz magában, pl. a hereszakadás veszélyét.

## CBT Japánban
A tamakeri (玉蹴り, „hererúgás”) egy szexuális fétis és a BDSM egyik alfajtája, mely a herék bántalmazásából áll. A műfajt ballbustingnak (röviden „bb”) is nevezik. A tamakeri egy japán kifejezés, de sok nem japán ember is használja azon filmek leírására, melyeken ázsiai emberek – főként nők – vesznek részt ebben a fétisben. A tamakeri egy mazochista és egy szadista félből áll, értelemszerűen ez utóbbi okoz fájdalmat az előbbi heréinek. A fétis népszerű heteroszexuális és homoszexuális férfiak és nők körében is.
A denkianma (電気按摩, „elektromos masszázs”) egy népszerű japán tréfa, melynek során az egyik ember a lábát a másik nemi területére helyezi, és rezgő mozgással rázza meg. Ezt gyakran úgy hajtják végre, hogy megragadják a másik ember lábát, felemelik azt, majd azt az ágyékukhoz helyezik és rezegtetik. A csínyt, mely hasonlít az Ázsiában szintén elterjedt kancsóra, gyakran játsszák iskoláskorú fiúk egymás között. A Doritos chipscég 2006-ban kiadott egy Denkianma nevű burgonyachipset.

## Biztonság
A véráramlás elvesztése az egyik legnagyobb kockázat a pénisz- és herekínzás során, amely színvesztéssel és ödémával járhat. Különösen veszélyes a herék más dolgokhoz való kötözése, mert ez növeli annak kockázatát, hogy a herék megsérüljenek túlzott nyomás vagy húzás következtében. 

A legsúlyosabb lehetséges sérülések a here repedése, a herék torziója és a herék avulziója, melyek sürgős orvosi ellátást igénylő vészhelyzetek. 

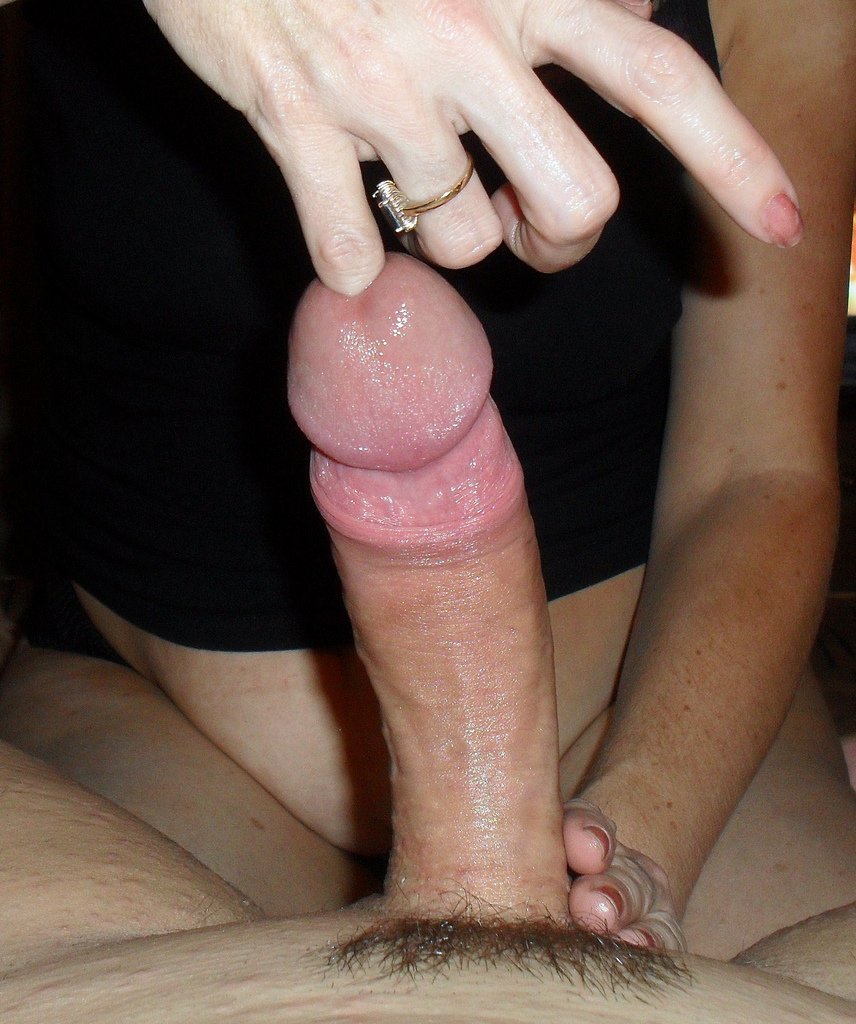
A húgycső ujjazása egy példa a CBT-re, amely különleges óvintézkedéseket igényel, pl. hogy ne legyen éles a köröm a pénisz belsejében lévő ujjon. A képen egy nő húgycsőujjazást végez.
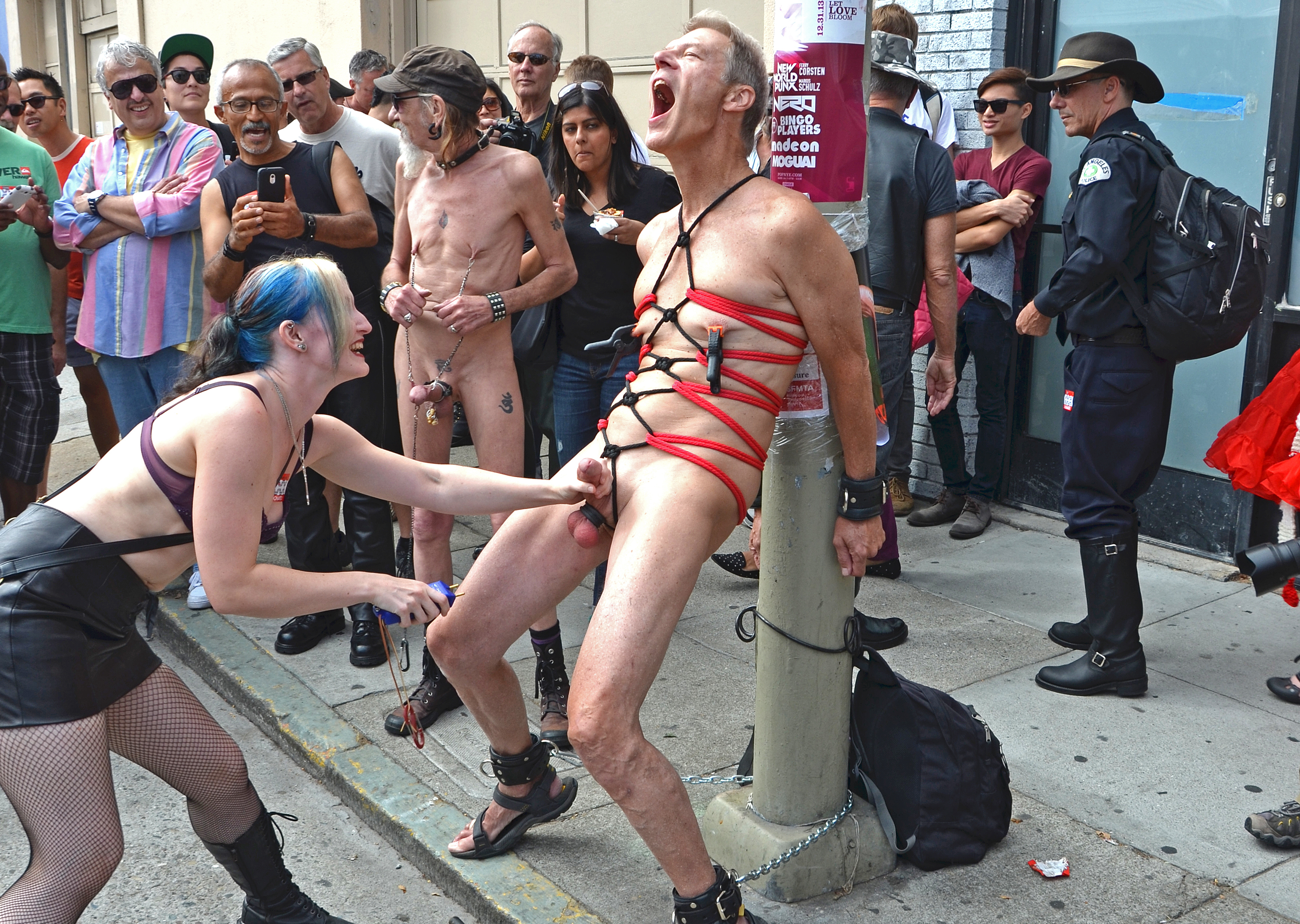
Egy nő a Folsom Street Fairen egy lekötözött férfi péniszét tartja és áramot vezet a herékbe.
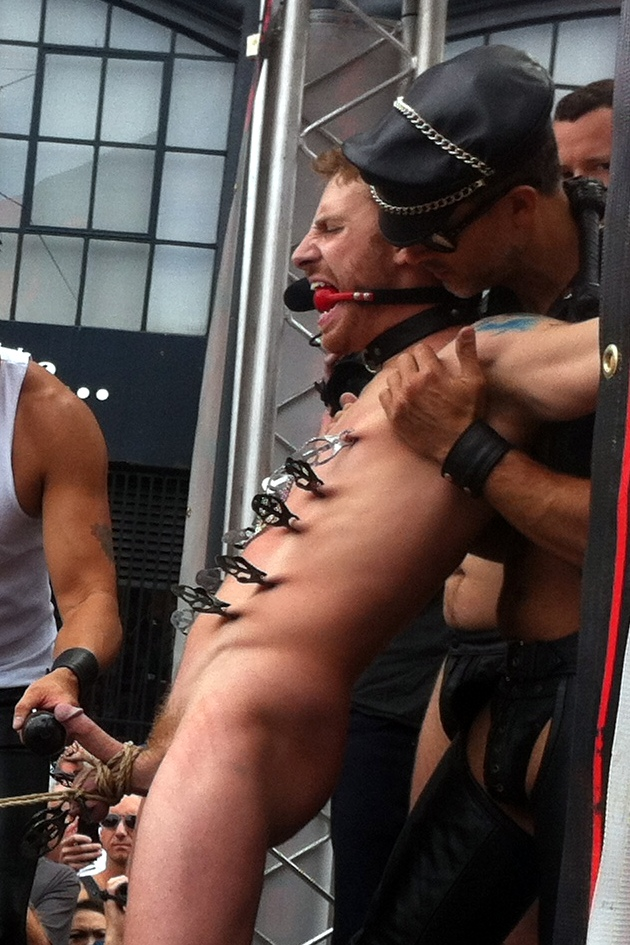
Egy szájpeckelős férfi péniszét és heréjét egy kötéllel húzzák ki a Folsom Street Fairen.
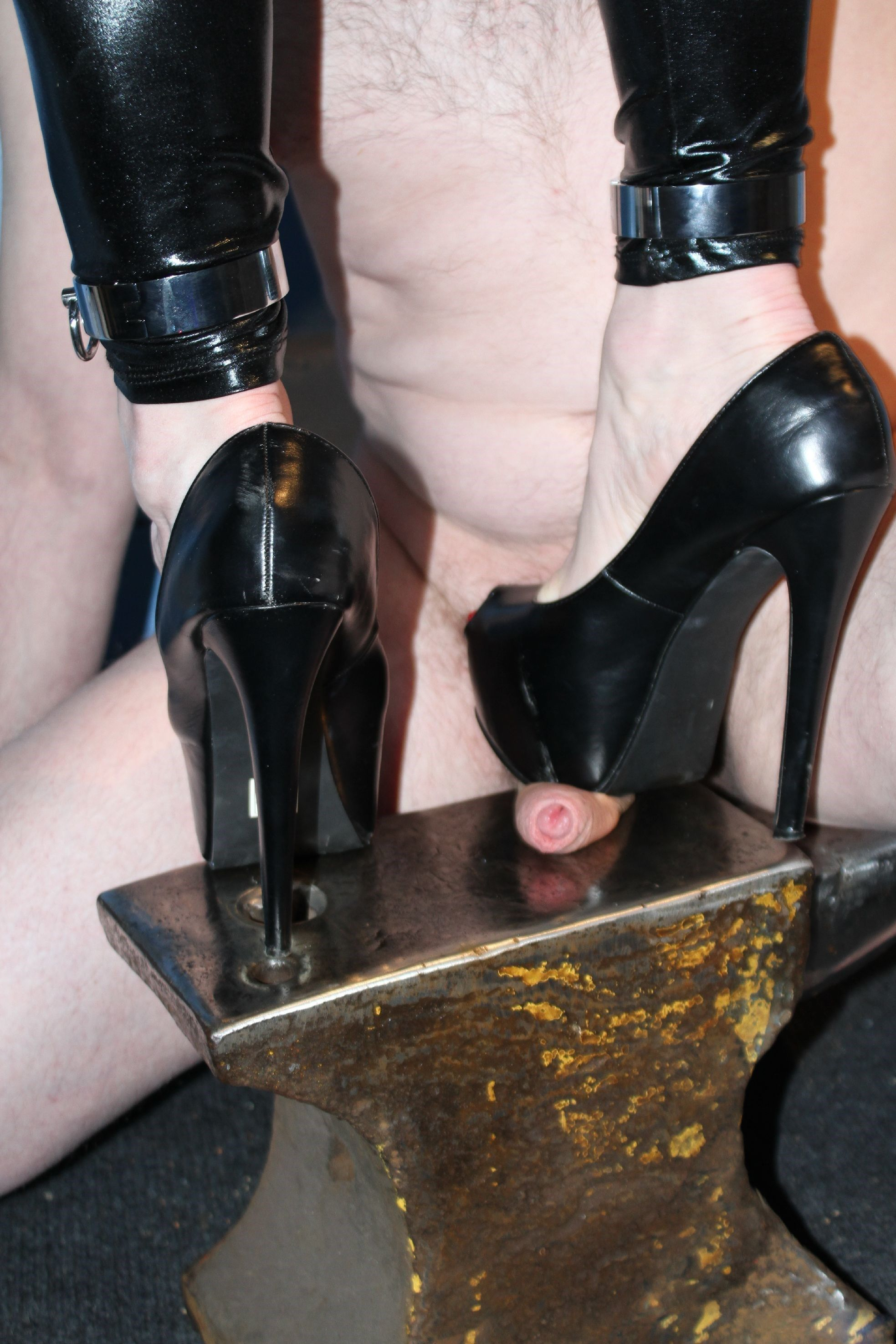
Egy magassarkút viselő nő egy férfi péniszét tapossa.
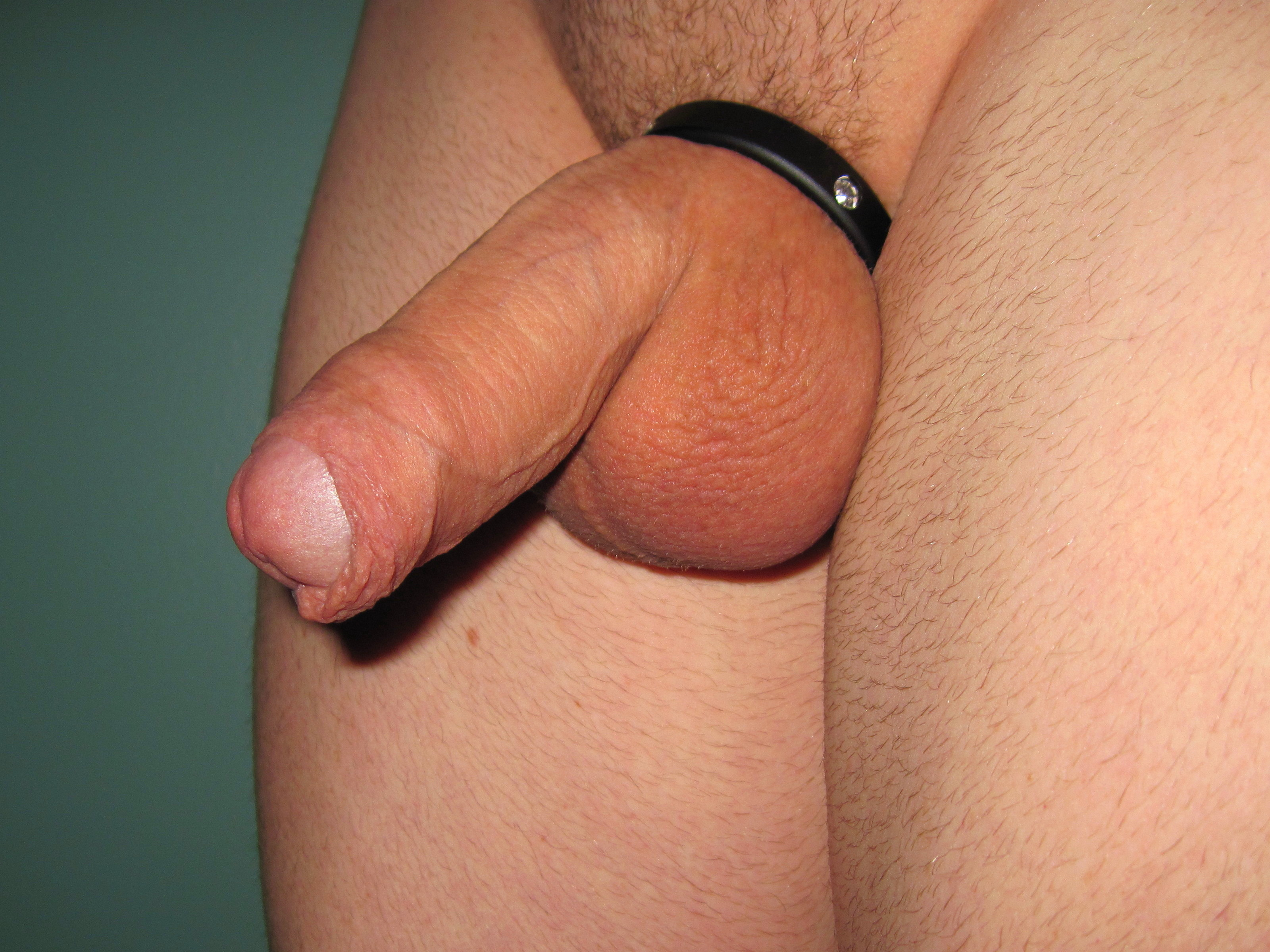

## Kapcsolódó oldalak
- BDSM